# اوبستایش
اوبستایش (به آلمانی: Obsteig) یک منطقهٔ مسکونی در اتریش است که در ناحیه ایمست واقع شده‌است. اوبستایش ۳۴٫۶۶ کیلومتر مربع مساحت دارد ۹۹۱ متر بالاتر از سطح دریا واقع شده‌است.